# Matteo Rubin
Matteo Rubin   (Correggio, 2 d'octubre de 1973) és un pilot d'enduro italià, Campió del Món en 250 cc 4T el 2000, Campió d'Europa de més de 175 cc el 1995 i Campió d'Itàlia de 250 cc 4T el 2001.